# Лакса, Мартиньш
Мартиньш Лакса (латыш. Mārtiņš Laksa; род. 26 июня 1990) — латвийский профессиональный баскетболист, играет на позиции атакующего защитника. Выступает за баскетбольный клуб «Гисен Фотисиксерс».

## Карьера
Лакса начал свою карьеру в молодёжной команде «АСК Рига». В августе 2009 года Лакса был на просмотре в испанском клубе «Бильбао», но подписал контракт с рижским ВЭФ.
В 2011 году перешёл в клуб «Вентспилс», в котором провёл три года.
С 2014 года выступает за клуб «Юрмала».

## Достижения
- Чемпион Латвии: 2015/2016